# Santa Fé de Minas
Santa Fé de Minas là một đô thị thuộc bang Minas Gerais, Brasil. Đô thị này có diện tích 2916,648 km², dân số năm 2007 là 4034 người, mật độ 1,3 người/km².